# Autism-Europe
Autism-Europe è un'organizzazione internazionale senza scopo di lucro (in francese association internationale sans but lucratif; abbreviato in aisbl) fondata a Gent e con sede a Bruxelles.
Finanziariamente l'associazione è sostenuta dall'Unione europea.

## Attività
Lo scopo dell'associazione è quello di tutelare i diritti delle persone nello spettro autistico, sostenendole in tutti gli aspetti della vita tramite self-advocacy e tramite campagne di sensibilizzazione. Tra le varie attività vi sono quelle di portare rappresentanza delle persone con autismo nelle istituzioni europee, promuovere e tutelare l'accesso all'istruzione in tutti i suoi livelli e promuovere il dibattito e lo scambio di informazioni, di buone abitudini ed esperienze utili.
Autism-Europe opera come un'organizzazione ad ombrello (umbrella organization), ovvero raggruppando sotto la propria ala varie associazioni di categoria indipendenti fra loro. Attualmente Autism-Europe sostiene 90 diverse organizzazioni di rilevanza sia regionale che nazionale da tutto il mondo, compresi 38 paesi europei inclusa l'Italia. Oltre a ciò fornisce la possibilità di affiliazione anche ai singoli individui. AE inoltre mantiene un dialogo diretto sia con le Nazioni unite che con l'Organizzazione mondiale della sanità. Partecipa inoltre al Consiglio d'Europa.

## Storia

### Anni ottanta e gli inizi
Nel 1980 varie associazioni composte da genitori di figli con autismo provenienti da tutta Europa si riunirono in un primo formale congresso. Nel 1983, durante la preparazione del secondo congresso, si arrivò alla decisione di formare un'organizzazione ad ombrello permanente e la si chiamò Autism-Europe. Fondata a Gand in Belgio, agli inizi era formata solamente da 23 associazioni di rilevanza prettamente regionale. Il primo presidente, Jean Charles Salmon, pose i tre pilastri principali dell'associazione:
- Monitoraggio: monitorare con attenzione i trattamenti sanitari e i servizi offerti alle persone con autismo
- Rappresentanza: Rappresentare la voce di tutti gli enti che tutelano lo status giuridico delle persone con autismo ed offrano loro gli eventuali trattamenti sanitari richiesti
- Raccomandazione: Proporre attività che tutelino il benessere e gli interessi delle persone con autismo

Autism-Europe venne fondata anche con l'obiettivo di cambiare la percezione comune riguardo all'autismo e a tutte le altre forme di disabilità in generale. In quel periodo infatti stava nascendo una nuova visione della disabilità, ovvero la disabilità guardata dal punto di vista sociale (in contrapposizione alla disabilità vista meramente dal punto di vista medico). Questa nuova visione poneva l'attenzione alle barriere architettoniche e sociali che impedivano ad un disabile di vivere la propria vita senza difficoltà dovute alla propria condizione.

### Anni novanta
Nel 1992 AE pubblicò la Carta per le persone con l'autismo con lo scopo di rivendicare i diritti delle persone con autismo in tutti gli aspetti della vita. Dopo la pubblicazione l'associazione decise che tale carta sarebbe dovuta diventare d'interesse europeo e non solo locale, e per arrivare a tal fine si sarebbe dovuto ottenere l'approvazione ed il sostegno politico. Nel 1996 la Carta venne adottata ufficialmente dall'Europarlamento.

### Anni duemila
Nel 2002 AE lanciò la sua prima battaglia legale nei confronti della Francia. Tale controversia venne seguita dall'avvocatessa Evelyne Friedel, che in seguito divenne anche presidente della stessa associazione dal 2008 al 2011.Nel 2004 il Consiglio d'Europa condannò formalmente la Francia per non essere stata in grado di adempire ai suoi obblighi d'istruzione nei confronti delle persone con autismo. Questa decisione pose sotto pressione sia il governo francese che tutti gli altri stati che come la Francia presentavano forti criticità riguardo al proprio sistema scolastico nei confronti delle persone con autismo. Dopo questa decisione, la Francia lanciò un piano per le persone con autismo con lo scopo di sviluppare misure atte ad includerli maggiormente nelle scuole.
Dopo 4 anni di negoziazioni, nel 2006 l'Assemblea generale delle Nazioni Unite adottò una nuova convenzione specificatamente per le persone disabili. La Convenzione delle Nazioni Unite sui diritti delle persone con disabilità riconferma che tutte le persone con disabilità, compresi gli individui con autismo, hanno diritto a godere di tutti i diritti umani e delle libertà fondamentali. La carta è legalmente vincolante per tutti gli stati che l'hanno ratificata. AE ha preso parte alle consultazioni che guidarono il processo di scrittura ed adozione della carta ed ha continuato a partecipare al processo di revisione dell'Unione europea per le Nazioni Unite.
Grazie all'azione legale perpetrata nel 2002 nei confronti della Francia, nel 2007 il Consiglio d'Europa incluse AE in un gruppo di esperti che aveva il compito di sorvegliare ed identificare le varie criticità che impedissero l'accesso all'istruzione ai bambini con autismo. Questo gruppo portò all'istituzione della Resolution ResAP(2007)4 on the education and social inclusion of children and young people with autism spectrum disorders, adottata a partire dal 2009.

### Anni duemiladieci
Nel settembre 2015 l'Europarlamento adottò una dichiarazione scritta sull'autismo firmata da 418 europarlamentari. Il documento, scritto parzialmente anche da AE, chiama all'attenzione dell'Unione europea l'adozione di strategie che supportino il raggiungimento di una diagnosi, la promozione di trattamenti basati esclusivamente su prove empiriche, l'istituzione di servizi di supporto per tutte le età, favorire la ricerca e gli studi sul campo ed incoraggiare lo scambio di idee riguardanti gli approcci migliori.